# Jorge Francisco Birkner Ketelhohn
Jorge Francisco Birkner Ketelhohn (* 26. Juni 1990 in Buenos Aires) ist ein ehemaliger argentinischer Skirennläufer.

## Werdegang
Birkner Ketelhohn gab sein internationales Debüt im August 2005 im FIS-Riesenslalom von Chapelco. Im März 2011 gab er im Slalom von Kranjska Gora sein Europacupdebüt. 2013 nahm er an den Weltmeisterschaften teil. Sein bestes Resultat war der 43. Platz im Super G. 2014 machte er bei den Olympischen Spielen mit. Sein bestes Resultat erreichte er mit dem 49. Platz wieder im Super G.

## Privates
Jorge Francisco Birkner Ketelhohn entspannt einer Sportbegeisterten Familie. Sein Vater Jorge Raúl Birkner Cogan war ebenfalls als Skirennläufer aktiv, genauso wie seine Tanten Magdalena und Carolina und sein Onkel Ignacio Birkner. Dasselbe gilt für seine Cousins Tomás Birkner de Miguel, Cristian Javier Simari Birkner, María Belén Simari Birkner und Macarena Simari Birkner. Zwei weitere Cousins, Bautista Saubidet Birkner und Francisco Cruz Saubidet Birkner sind Segelsportler.

## Erfolge

### Olympische Winterspiele
- Sotschi 2014: 49. Super-G, DNF Riesenslalom, DNF Slalom, DNF Super Kombination

### Weltmeisterschaften
- Schladming 2013: 43. Super-G, DNF Riesenslalom, DNQ Slalom

### South American Cup
- 14 Platzierungen in den Top 10